# Symplectoscyphus glacialis
Symplectoscyphus glacialis är en nässeldjursart som först beskrevs av Jäderholm 1904.  Symplectoscyphus glacialis ingår i släktet Symplectoscyphus och familjen Sertulariidae. Inga underarter finns listade i Catalogue of Life.